# Thrassis arizonensis
Thrassis arizonensis är en loppart som först beskrevs av Baker 1898.  Thrassis arizonensis ingår i släktet Thrassis och familjen fågelloppor. Inga underarter finns listade i Catalogue of Life.